# Boetij
Anicij (Anikij) Manlij Torkvat Severin Boetij (Anicius Manlius Torquatus Severinus Boetius (Boethius, Boëthius, Boötius, Boecij)) [boétij], rimski patricij, politik, državnik, filozof, teolog, matematik in fizik, * 480, Rim, † 524 (ali 525, 526), Ticinum, danes Pavia, Italija.
Boetij je bil krščanski pisatelj starega veka in predstavlja pomemben člen med grško in latinsko filozofijo ter srednjim vekom. Zadal si je nalogo, da Zahodu prevede in razloži vsa Aristotelova in Platonova dela, a je uresničil le manjši del tega načrta. Njegova filozofska dela nam podajajo poznavanje Aristotela, ki ga je postavil v službo teologiji. Njegovo najbolj znano delo je knjiga O utehi filozofije (De consolatione philosophiae).

## Življenje
Leta 430 je umrl sveti Avguštin. Takrat so germanska plemena s severa Evrope naglo prodirala in si podjarmljala Rimsko cesarstvo. Petdeset let kasneje so bili njegovi gospodarji Germani. V Italiji so v tem času vladali Vzhodni Goti, spreobrnjeni k arijanskemu krščanstvu. To je bil svet, v katerem se je rodil Boetij. Uvrščamo ga v obdobje srednjeveške zgodovine filozofije oziroma bolj natančno v obdobje patristike.
Rojen je bil v Rimu, v ugledni aristokratski družini, ki je v 4. stoletju sprejela krščanstvo. Njegov uspeh v družbi je poleg naravnih talentov pospešilo skrbništvo, ki ga je po smrti njegovega očeta nad njim prevzel izobražen in vpliven krščanski senator Memij Simah. Boetij ga je cenil in se tudi poročil z njegovo hčerko Rusticiano. Izredno klasično izobrazbo je prejel v Aleksandriji, kjer se je uvedel v grško filozofijo in književnost. Kot mladeniča so ga poslali študirat v Atene, središče grške filozofije in kulture. Tam se je seznanil z aristotelizmom, novoplatonizmom in stoicizmom. Učil se je tudi grščine, kar mu je omogočilo, da je grška filozofska dela prevedel v latinščino. Toda ali se je dejansko izobraževal v enem od dveh novoplatonističnih šolskih središč, ni mogoče z gotovostjo trditi. Nedvomno pa je iz njegovih del razbrati naklonjenost do obeh šol.
V času življenja je v velikem delu Italije vladal ostrogotski kralj Teoderik, ki je bil zvest pripadnik arianizma. Rimsko aristokracijo je obravnaval s spoštovanjem in ji celo prepustil upravljanje administratinih zadev. Za njegovo vladavino je bila značilna verska strpnost. Boetij je leta 510 postal konzul, dvanajst let pozneje celo Teoderikov magister officiorum. Istega leta sta konzula postala tudi njegova sinova. Leta 524 je Boetij padel v nemilost. Teoderik ga je obtožil, da pripravlja zaroto. V političnih napetostih z »vzhodnim Rimom« je bil neutemeljeno osumljen veleizdajalskih zvez s Konstantinoplom. Obtožili so ga, obsodili na smrt in kruto usmrtili v Paviji (severna Italija) leta 524 ali 525. Dolga zaporna kazen je Boetiju dala priložnost urediti svoje umevanje človeške sreče, možnosti, svobode in božje previdnosti pri naših svobodnih dejanjih. V zaporu je napisal znamenito delo O utehi filozofije.
Boetija častijo kot mučenca v škofiji Pavija, kjer je tudi pokopan v kripti bazilike San Pietro in Ciel d'Oro. Njegovo beatifikacijo je Rimskokatoliška cerkev potrdila leta 1883.

## Delo
Po besedah italijanskega humanista Lorenza Valla so Boetija imenovali »zadnji Rimljan in prvi sholastik«. Ta opredelitev ga umešča na presek dveh obdobij, kar nam kaže na njegov izjemen položaj posrednika. Je posrednik grške, antične filozofije latinskemu Zahodu. Zadal si je nalogo, da prevede in razloži Zahodu vsa Platonova in Aristotelova dela, a uresničil je le neznaten del načrta. Aristotela je želel postaviti v službo teologiji. 
Je pisec dela Opuscula sacra, ki so jih brali ali celo komentirali (Eriugena) ter se hranili z njimi v srednjem veku ter pod vplivom tega izdelali metafiziko bitja in definirali pojem osebe, kjer je slednji  pojem prvič utemeljen kot "rationalis naturae individua substantia (razumne narave posamična podstat)". V filozofsko-teoloških traktatih je z aplikacijo filozofskega postopka v vprašanjih teologije, s t. i. dialektično metodo in definiranjem nekaterih ključnih filozofskih pojmov, posredoval tudi filozofsko in metafizično tradicijo. 
V enem od traktatov je artikuliral osnovne črte distinkcije, ki je temeljna za vso ontologijo, razliko med »esse« in »id quod est« oziroma med bitjo in bivajočim, ki jo je Heidegger v Biti in času označil kot »ontološko razliko«. Boetij je tako položil temelje tistega, kar je kasneje postalo ontologija.
V mladosti je napisal učbenika O aritmetiki (De arithmetica ali Institutio arithmetica) in O glasbi (De musica ali Institutio musica). Knjigi sta mu prinesli javno slavo. Napisal je učbenik za geometrijo in astronomijo. Tega sicer ni mogoče potrditi, saj se razen redkih odlomkov iz Elementov ki jih pripisujejo Boetiju, ni ohranil noben njegov rokopis o astronomiji in geometriji. Boetijevi komentarji in razprave ne prinašajo ničesar bistvenega originalnega, vedar so imeli velikanski vpliv na srednji vek. 
Delo O utehi filozofije je posebno v renesansi pomenilo spodbudo za preučevanje grške filozofske misli in filozofije nasploh. Ohranjenih je prek 400 rokopisov tega dela, kar priča o njegovi veliki priljubljenosti v srednjem veku. V delu so povezane prvine aristotelske filozofije in platonske metafizike. Še nekaj stoletij po njegovi smrti delo predstavlja zadnjo svetlo bilko antične misli. Je delo, ob katerem so v teku stoletij ljudje duha najbolj uživali. Gre za fiktiven dialog z zdravnico filozofijo. 
Poleg osebnega prispevka je prvi prevedel v latinščino Aristotelove Kategorije in O razlagi, pa tudi Porfirijevo delo Eisagoge. Predvsem prek Boetija in Petra Hispana je aristotelska logika - Organon postala temelj celotne tradicionalne logike. Srednjemu veku je izročil kot šolski okvir dva cikla: kvadrivij (aritmetika, geometrija, astronomija, glasba) in trivij (logika, gramatika, retorika).

## Načela
Boetij in filozofija
Boetiju ne zadošča le alegoričen opis filozofije, ampak jo tudi razloži in razvrsti. Beseda »filozofija« pomeni ljubezen do modrosti. Modrost je tu mišljena kot najvišje bistvo. Bog je obstoječa modrost, ki daje obstoj vsem drugim stvarem. Zanj je torej filozofija iskanje in ljubezni do njega. Filozofijo razdeli na teoretično (znanje zaradi znanja samega) in praktično (znanje zaradi dejanj). Sprejema aristotelsko razdelitev teoretične filozofije na filozofijo narave, matematiko in teologijo, slednjo ne utemeljeno po Svetem pismu temveč v smislu aristotelizma. Vsaki izmed treh vej prepisuje drugačno metodo obravnavanja. Filozofija narave uporablja metodo razuma in proučuje like naravnih teles skupaj s tvarjo, na katero so liki vezani v stvarnosti. Matematika ima metodo učenja in preučuje like teles brez tvari in gibanja. Teologija ima metodo uma in opazuje čisti lik, ki je bivanje samo in izvor vsega bivanja, ki je Bog. Praktično filozofijo deli na etiko, politiko in ekonomijo. Etika poučuje človeka, kako naj krepostno ravna kot posamezik, drugi del uči kako naj se vodi država glede na vrline kot so pravičnost, pogum, preudarnost in zmernost. Tretji del, torej ekonomija, pa vidi krepostno ravnanje družine.
Boetij in logika
V Boetijevi shemi znanosti je položaj logike nejasen. Po eni strani jo obravnava kot nujno potrebno orodje za vse ostale znanosti, ker nas uči kako pravilno razmišljati, po drugi strani pa jo imenuje znanost in veja filozofije, saj ima svoj lastni predmet in se jo lahko proučuje znotraj nje same.
Boetij in Bog
V delu O utehi filozofije Boetij poda kratek dokaz za obstoj Boga. Bog je bitje, ki je brezmejno dobro in je vir vsega dobrega. Prepričani smo, da tako bitje obstaja, kajti vse imenujemo nepopolno zaradi pomanjkanja popolnosti. Ker je Bog neizmerno dober, je tudi neizmerno srečen. Sreča je tisto popolno stanje, v katerem je združeno vse dobro. Iz slednjega sledi, da je Bog sreča in dobrota sama. Tako nobeno bitje ne more biti ne srečno ne dobro, če ni deležno božje dobrote oziroma ne sodeluje v božji sreči. 
Boetij in svoboda
Boetij trdi, da smo najbolj svobodni takrat, ko se podvržemo božji previdnosti. Sužnji smo do stopnje, ko se obračamo v svet zaznav in pustimo, da našim dušam vladajo telesne strasti. Človek je bitje, ki mu je dan um in ima zato zmožnost svobodne odločitve. Bog sicer vidi vsa dejanja skupaj v neskončni sedanjosti, a njegovo spoznanje o naših svobodnih dejanjih ne vsiljuje potrebe po njih.
Boetij in spoznanje
Boetij sprejema Platonov nauk o predobstoju duš in njihovim spuščanju v telesa oziroma to, da je vse učenje in spoznavanje le vnovično spominjanje. Poprej so bivale skupaj z angeli, z vstopom v telo pa so izgubile srečo in bistrost svoje pameti. Platonistični nauk zasledimo v marsikateri pesmi v delu O utehi filozofije. Boetij piše, da tisti, ki išče resnico, mora le-to iskati znotraj sebe z notranjo lučjo v globokem premišljevanju. Če si želi lastiti pravi zaklad svoje duše, mora potlačiti svojo težnjo po zaznavnem svetu. Zaradi povezave duše s telesom, je njena luč zastrta, vendar ni popolnoma izginila. Učenje je obnavljanje tega izgubljenega zakada z refleksijo duše nas samo seboj.
Boetij in Sveta Trojica
Traktata, ki govorita o Sveti Trojici sta De Trinitate in Utrum Pater. Verjetno sta bila napisana med letoma 519 in 523, mogoče celo hkati. V obeh se Boetij loteva problematike notranje strukture Trojice. Razlog za nastanek del je delovanje skitskih menihov v Rimu in tudi splošna potreba po prepričljivi, filozofsko in logično podprti zavrnitvi različnih herezij, ki so bile v 6. stoletju še zelo aktivne. 
Boetij obravnava vprašanje, ali se tri osebe Trojice božanskosti predicirajo substancialno ali ne. Odgovarja, da ne, saj se substancialno božanskosti predicirajo samo tisti predikati, ki se izrekajo vsem osebam Trojice posamič in vsem trem skupaj.
Ti izrazi so Bog, resnica, dobrota, pravičnost ... Vsi drugi predikati, ki se izrekajo samo posameznim osebam, ne pa tudi vsem trem skupaj, se božanski substanci predicirajo nesubstancialno. Taki so izrazi Oče, Bog Sin, Sveti Duh in tudi Trojica. Pri pojasnitvi Trojice se je opiral na Avguština oziroma na njegovo razpravo O Trojici. Boetij skuša pokazati, na kakšen način sta v Bogu, ki je v skladu s krščansko dogmo en Bog in tri osebe, obenem združena enost in mnoštvo, identiteta in diferenca. Problem je torej, kako razumeti božjo enost (identiteta). Slednje določi posredno, prek določitve mnoštva in razlike (diferenca). Boetij torej razume enost prek nerazlikovanosti oziroma istosti: sleherni dve stvari sta isti oziroma sta ena stvar, če se v čem ne razlikujeta. Razmerje oseb Trojice je podobno razmerju istega do istega in enakega do enakega. Božja enostnost je dosežena preko enostnosti, ki je lastna njegovi substanci, njegovo mnoštvo pa je vzpostavljeno preko kategorije razmerja.

## Zanimivosti
Tradicionalno je bila oblika imena Boetius zapisana kot »Boëthius« (z dierezo na e), ki  pa se je počasi spreminjala v današnjo obliko zaradi omejitev pisalnih strojev.